# Uripiv
Uripiv ist eine kleine Insel der Neuen Hebriden vor der Küste von Malakula im Inselstaat Vanuatu.

## Geografie
Die Insel liegt gegenüber dem Hauptort Lakatoro. Sie bildet zusammen mit dem Inselchen Uri die Fortsetzung einer Landzunge, die sich von Bushman's Bay nach Norden erstreckt und die Bucht von Lakatoro bildet. im Inneren der Bucht liegt noch die Insel Taïtaka zwischen der Landzunge und dem Festland.
Die ovale Insel erhebt sich nur ca. 20 m aus dem Wasser. An ihrer Ostseite gibt es einige Bungalows.